# Hochschule Liechtenstein
Hochschule Liechtenstein (1997-2005 Fachhochschule Liechtenstein är en högskola i Vaduz Liechtenstein. Den bildades 1961 som kvällsskola i teknik. 1988 blev skolan ingenjörsskola, och 1992 fackhögskola.